# André Balland
Pour les articles homonymes, voir Balland.
André Balland, né le 23 mars 1925 à Paris et mort le 12 décembre 2001 au Kremlin-Bicêtre, est un éditeur français, fondateur en 1966 des éditions Balland.
Dramaturge pour la radio, il est libraire au Maroc puis entre aux éditions Denoël comme directeur commercial.
Il fonde sa maison d'édition en 1966, qu'il cède en 1990 à la société d'investissement Cap D, après avoir publié notamment des auteurs aussi divers que Dominique Fernandez, Patrick Rambaud, Roland Topor, Françoise Xenakis, William Boyd, Jean-Claude Carrière, François Weyergans, Michel Rio…
En 1969, il publie "Catalogue d'objets introuvables" de Jacques Carelman, un peintre français.
En 1983, il publie Les Égarés de Frédérick Tristan qui obtient le prix Goncourt.
Après sa carrière d'éditeur, il écrit plusieurs romans et essais.
Il meurt le 12 décembre 2001 au Centre hospitalier universitaire Kremlin-Bicêtre

## Émission radio
Le 4 novembre 1982, André Balland passe dans l'émission Les réquisitoires du tribunal des flagrants délires diffusée sur France Inter avec une préface de Pierre Desproges. La préface est disponible sur le disque Les réquisitoires du tribunal des flagrants délires volume 2 du coffret intégrale aux éditions Tôt ou Tard parus en 2001.

## Décorations
- Commandeur de l'ordre des Arts et des Lettres en 2000 au titre d'« éditeur, écrivain »[4].